# Classe Romeo
La classe Romeo, nome in codice NATO della classe di sottomarini sovietici Progetto 633, verteva su piccole unità da circa 1200 tonn., con un'autonomia relativamente ridotta ma grande maneggevolezza. Dei 56 esemplari inizialmente previsti ne vennero prodotti solo 20, dato che i sottomarini nuclerai erano diventati una realtà. Le loro caratteristiche sono state tutt'altro che disprezzabili, specialmente in acque costiere, e benché siano obsoleti, sono stati prodotti in quantità dai cinesi e venduti a Nord Corea ed Egitto.